# Hans Kohn (Mediziner)
Hans Nathan Kohn (* 15. September 1866 in Wassertrüdingen; † 5. Januar 1935 in Berlin) war ein deutscher Mediziner.

## Leben
Hans Kohn wurde als Sohn des Kaufmanns und Stadtrates David Kohn geboren. Er besuchte das Gymnasium St. Anna zu Augsburg und studierte an den Universitäten Erlangen (wo er auch Mitglied des Corps Bavaria war), Kiel und München.
Seine Dissertation fertigte Hans Kohn am Institut für Physiologie unter Anleitung des Erlanger Physiologen Isidor Rosenthal an. Er promovierte am 18. Juli 1890.
Vom 6. September 1892 bis 10. Oktober 1892 war er als Cholera-Hilfsarzt am Hamburger Krankenhaus tätig. Seine Veröffentlichung aus dem Jahre 1893 postulierte die Existenz von Öffnungen in der Alveolarwand. Sein Mentor Gustav Hauser schlug 1894 vor, sie „Alveolarporen von Kohn“ zu nennen.
1893 bis 1896 war er Assistenzarzt am Urban-Krankenhaus in Berlin unter Albert Fraenkel. Ab 1896 hatte er eine selbständige Praxis für Innere Krankheiten und war ab 1. Januar 1907 Prosektor in Berlin am Krankenhaus der jüdischen Gemeinde sowie ebenfalls Prosektor der III. medizinischen Universitätsklinik. 1913 wurde er zum Professor ernannt.
Kohn war langjähriges Vorstandsmitglied und Bibliothekar der Berliner Medizinischen Gesellschaft (ab 1932 Ehrenmitglied). 1933 wurde er aus dem Vorstand und der Gesellschaft ausgeschlossen. Von 1908 bis 1921 war Kohn Mitherausgeber der Berliner Klinischen Wochenschrift (Vol. 45–58).  Spätere wissenschaftliche Artikel schrieb er besonders über Angina Pectoris. Am 26. August 1902 heiratete Kohn Gertrud Malachowski.
Kohn starb 1935 in Berlin. Sein Nekrolog wurde von Sanitätsrat Siegmund Vollmann gehalten.

## Veröffentlichungen (Auswahl)
- Angina pectoris. In: Ergebnisse der ges. Medizin. Band 9. Berlin/Wien 1926, S. 206–276.